# Cratere Devorah
Devorah  è un cratere sulla superficie di Venere.